# Rodolfo Massi
Rodolfo Massi (Corinaldo, Marques, 17 de setembre de 1965) és un ciclista italià, ja retirat, que fou professional entre el 1987 i el 2003. En el seu palmarès destaca una victòria al Giro d'Itàlia de 1996 i una altra al Tour de França de 1998.
El 29 de juliol de 1998, a la fi de la dissetena etapa del Tour, fou detingut a Chambery per possessió de substàncies dopants. La Federació Ciclista Italiana el sancionà amb sis mesos de suspensió, fins al maig de 1999.

## Palmarès
- 1984
  - 1r al Trofeu Adolfo Leoni
- 1986
  - Vencedor d'una etapa del Tour d'Hainaut Occidental
- 1994
  - 1r a la Setmana Ciclista Internacional
- 1996
  - Vencedor d'una etapa al Giro d'Itàlia
  - Vencedor d'una etapa al Giro del Trentino
- 1997
  - 1r al Tour de l'Haut-Var
  - Vencedor d'una etapa de la Volta a la Comunitat Valenciana
- 1998
  - 1r al Tour del Mediterrani
  - 1r al Giro de Calàbria i vencedor d'una etapa
  - Vencedor d'una etapa del Tour de França
  - Vencedor d'una etapa del Critèrium Internacional
- 2000
  - Vencedor d'una etapa del Midi Libre

### Resultats al Tour de França
- 1990. 156è de la classificació general. Darrer classificat
- 1998. Abandona (18a etapa). Vencedor d'una etapa

### Resultats al Giro d'Itàlia
- 1987. 24è de la classificació general
- 1988. Abandona (5a etapa)
- 1989. 85è de la classificació general
- 1990. 35è de la classificació general
- 1992. 94è de la classificació general
- 1993. Abandona (4a etapa)
- 1994. 37è de la classificació general
- 1995. 48è de la classificació general
- 1996. 35è de la classificació general. Vencedor d'una etapa
- 2003. 68è de la classificació general

### Resultats a la Volta a Espanya
- 1988. 36è de la classificació general
- 1994. 56è de la classificació general
- 1997. 20è de la classificació general
- 1998. Abandona (10a etapa)
- 1999. Abandona (7a etapa)
- 2000. 34è de la classificació general